# Nikova

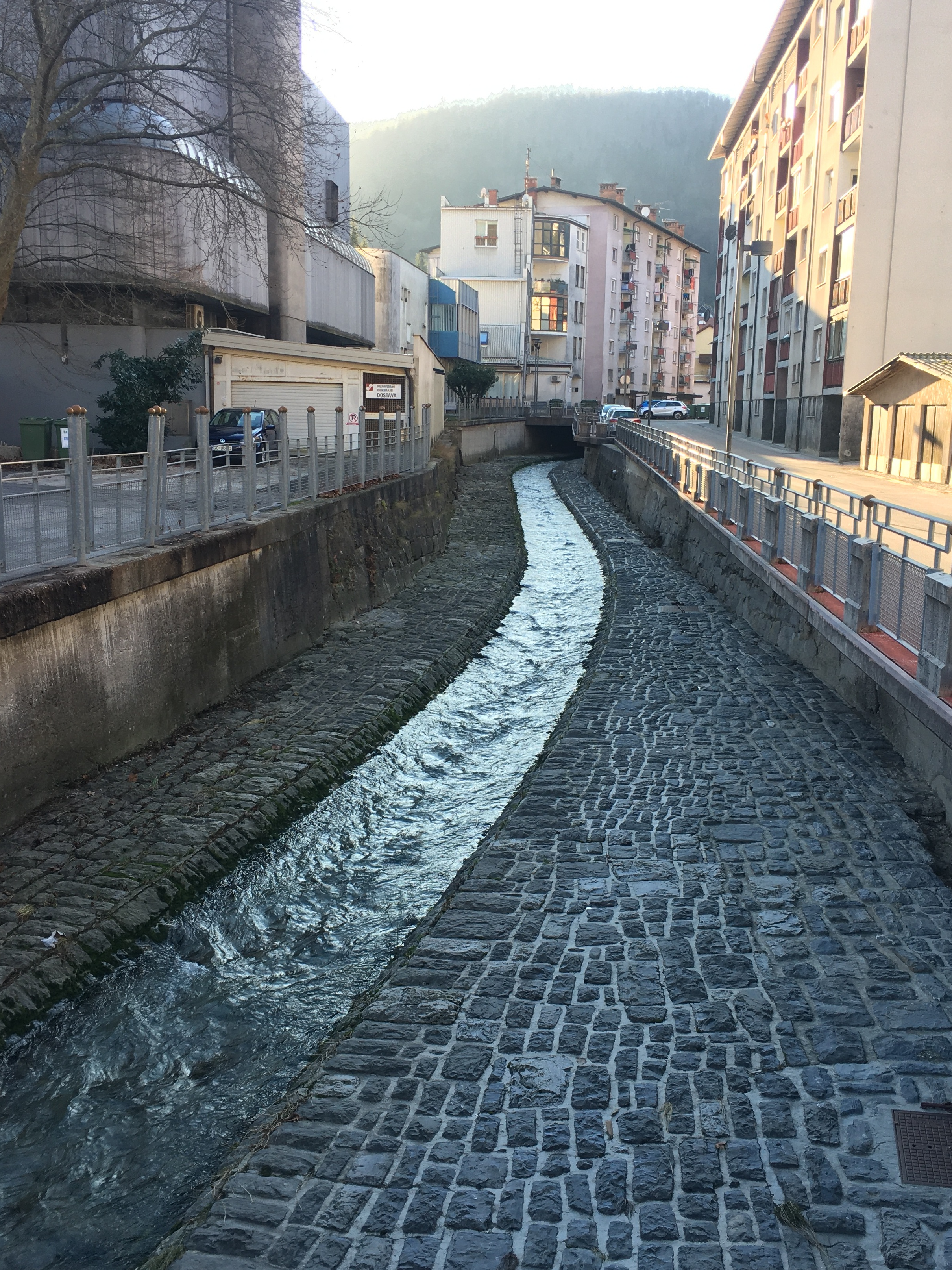
Nikova en un canal de hormigón, diciembre de 2023.

Nikova es un arroyo en el oeste de Eslovenia y el segundo afluente izquierdo del río Idrijca. La confluencia de Nikova e Idrijca se encuentra en Idrija. Se origina al sureste de la colina Rejcov, cerca de la aldea de Kočevše, que forma parte del asentamiento de Čekovnik. Desde su fuente fluye durante aproximadamente 1.5 kilómetros (0,9 mi) a través de una quebrada en dirección SE y luego cambia de dirección a NE por aproximadamente 1.5 kilómetros (0,9 mi). La parte inferior del flujo dura otros 1.5 kilómetros (0,9 mi) a través del centro de Idrija en un canal de hormigón artificial hasta su desembocadura en el río Idrijca.

## Hidrología
Los ríos en el área más amplia de Idrija originalmente fluían hacia el sureste hacia la cuenca de Hotenje y el río Liublianica, pero debido a la karstificación de la cuenca de Liubliana y la erosión del río Soča, los ríos comenzaron a desembocar en la cuenca del río Soča. La parte inicial del curso del río Nikova es un remanente de un antiguo río más grande que también formó las sillas de montar Hleviše y llegó al área del actual arroyo Zala al este de Divje jezero. En el pasado, el río continuaba pasando por el estanque Godovič y desembocaba en un río más grande cerca de Hotedršica. El antiguo río atravesó capas estratigráficas más blandas en el área de la falla de Zala, mientras que en otros lugares se formó junto a fallas de cabalgamiento. Se cree que Nikova jugó un papel importante en la formación de una zona vadosa, de la que ahora forman parte tanto el lago Divje como el arroyo Padarca.
Debido a su curso y su limitada capacidad de autopurificación, Nikova es la masa de agua más afectada ecológicamente en el municipio de Idrija.

## Geología
Nikova fluye inicialmente a través de dolomita marina gris o blanca poco profunda con conglomerado de dolomita y arenisca, luego predominantemente a través de rocas carbonatadas, seguidas de rocas clásticas marinas poco profundas de esquisto y marga. A medida que fluye a través de Idrija, discurre a través de capas finas de piedra caliza marina poco profunda con intercalaciones de dolomita, y una sección más corta pasa a través de flysch de aguas profundas con lutitas de color gris oscuro y lentes de cuarzo justo antes de su confluencia. Nikova, como otros ríos circundantes, aprovechó las fallas de la dirección Dinárica.

## Flora
Por encima del cañón de Nikova también se encuentran especies de orquídeas de pradera raras y protegidas en Eslovenia, como Cypripedium calceolus y Epipactis purpurata.

## Arqueometalurgia
En los primeros años de la minería en una parte del centro de Idrija, Pront, el mercurio nativo se extraía de las rocas extraídas lavándolas en el arroyo Nikova. Hasta aproximadamente 1510, cuando se detuvo la tostación del mineral cerca de Idrija, los residuos del mineral quemado se depositaron en las orillas del río Nikova. La migración natural del mercurio es muy limitada y se produce sólo en determinados afloramientos y a lo largo de los ríos Nikova e Idrijca, que se encuentran aguas abajo de los afluentes.